# 보통강역
보통강역(普通江驛, Potonggang Station)은 조선민주주의인민공화국 평양직할시 보통강구역에 위치한 평남선의 역이다. 인근에 보통강이 흐르고 있으며, 평양 지하철도 혁신선의 건국역과 인접해 있다.